# Karżcino
Karżcino (Duits: Karzin) is een plaats in het Poolse district  Słupski, woiwodschap Pommeren. De plaats maakt deel uit van de gemeente Słupsk en telt 210 inwoners.